# 獨輪車 (控制)
獨輪車（unicycle或unicycle cart）常用在机器人学及控制理论中，表示一個在二維世界中移動的廣義車輛。在控制理论中常提到的獨輪車和其字面上的意思不同，會有二個平行的驅動輪，分別在重心的兩側，可能會有另一個輔助輪來維持平衡。另外一種組態是一個驅動輪，另外有一對惰轮，提供轉矩並且維持平衡。獨輪車的狀態變數包括其位置，以及其車頭朝向的角度。
獨輪車在物理上可實現，符合上述定義的獨輪車是非完整系統。意思是當輪子回到原始的組態時，不保證車子也可以回到原始組態。因此獨輪車有路径依赖的特性。